# Christina Kim
Christina Kim (San Jose, 15 maart 1984) is een Amerikaanse golfprofessional. Ze debuteerde in 2003 op de LPGA Tour en in 2010 op de Ladies European Tour.

## Loopbaan
In 2001 debuteerde Kim als een golfamateur op de Futures Tour waar ze in 2002 een golfprofessional werd. In augustus 2002 behaalde ze haar eerste profzege op de Futures Tour door de Hewlett-Packard Garden State FUTURES Summer Classic te winnen. Op het einde van het seizoen kwalificeerde ze zich voor de LPGA Tour in 2003.
In 2003 maakte ze haar debuut op de LPGA Tour en behaalde in september 2004 haar eerste LPGA-zege door de Longs Drugs Challenge te winnen.
In 2010 maakte Kim haar debuut op de Ladies European Tour (LET). In 2011 behaalde ze op de LET haar eerste zege door het Sicilian Ladies Italian Open te winnen.
Ze was ook meermaals onderdeel van het Amerikaanse golfteam op de Solheim Cup in 2005, 2009 en 2011.

## Prestaties

### Professional
LPGA Tour
| Nr. | Datum             | Toernooi                  | Score           | Score | Info                              |
| --- | ----------------- | ------------------------- | --------------- | ----- | --------------------------------- |
| 1   | 26 september 2004 | Longs Drugs Challenge     | 64-69-68-65=266 | –18   |                                   |
| 2   | 13 november 2005  | Tournament of Champions   | 67-67-72-67=273 | –15   |                                   |
| 3   | 16 november 2014  | Lorena Ochoa Invitational | 65-69-68-71=273 | –15   | Won de play-off van Shanshan Feng |

Ladies European Tour
| Nr. | Datum          | Toernooi                     | Score        | Score | Info  |
| --- | -------------- | ---------------------------- | ------------ | ----- | ----- |
| 1   | 9 oktober 2011 | Sicilian Ladies Italian Open | 70-69-70=209 | –7    | [ 2 ] |

Futures Tour
| Nr. | Datum           | Toernooi                                            | Score        | Score | Info                             |
| --- | --------------- | --------------------------------------------------- | ------------ | ----- | -------------------------------- |
| 1   | 4 augustus 2002 | Hewlett-Packard Garden State FUTURES Summer Classic | 66-67-66=199 | –14   | Won de play-off van Lorena Ochoa |

## Teamcompetities
Professional
- Solheim Cup ( USA): 2005 (winnaars), 2009 (winnaars), 2011
- Lexus Cup (Internationale team): 2008 (winnaars)